# Elizabeth Addo
Elizabeth Addo (sinh ngày 1 tháng 9 năm 1993) là một cầu thủ bóng đá chuyên nghiệp người Ghana, chơi bóng ở vị trí tiền đạo cho câu lạc bộ Mỹ Seattle Reign FC, hiện đang được cho câu lạc bộ Úc Western Sydney Wanderers cho mùa giải W19 League 2018. Ở cấp độ quốc gia, cô là thành viên đội tuyển bóng đá nữ Ghana. Trước đây cô từng chơi cho câu lạc bộ Thụy Điển Damallsvenskan Kvarnsvedens IK.
Năm 2016, Addo là một trong ba cầu thủ lọt vào danh sách cầu thủ xuất sắc nhất năm 2015/2016 của Női NB I Women.

## Sự nghiệp quốc tế
Addo trở thành một tuyển thủ quốc gia cho Ghana từ năm 2007. Ở tuổi 14, cô tham gia cùng đội tuyển quốc gia dưới 14 tuổi tại FIFA U14 World Cup Bóng đá nữ 2007 được tổ chức tại Thụy Sĩ với vai trò là đội trưởng và tiến vào chung kết và cuối cùng là giành chức vô địch. Cô đã làm đội trưởng đội tuyển Ghana tại FIFA World Cup U17 Bóng đá nữ 2008 được tổ chức tại New Zealand và là đội phó cho đội nữ Ghana U17 (Black Maidens) tại FIFA World Cup Bóng đá nữ U17 2010.
Addo là một thành viên của đội tuyển quốc gia đã tham dự FIFA World Cup U20 Bóng đá nữ 2010 được tổ chức tại Đức và thi đấu tại FIFA World Cup U20 Bóng đá nữ 2012 được tổ chức tại Nhật Bản. Cô cũng là một thành viên của đội tuyển quốc gia tham dự vòng loại Giải vô địch nữ châu Phi 2014.

Cô nằm trong số các thành viên trong đội hình Ghana Squared thi đấu tại vòng loại Olympic Olympic Rio 2016 tại Sân vận động Accra Sports-Ghana. Cô chơi trong trận giao hữu với Đức vào ngày 22 tháng 7 năm 2016. Cô là một thành viên của đội Ghana tham gia Cúp bóng đá nữ châu Phi 2018 tổ chức tại quê hương Ghana.